# Dong Jung-lim
Dong Jung-lim (* 4. März 1986) ist eine ehemalige südkoreanische Biathletin.
Dong Jung-lim bestritt ihr erstes internationales Rennen bei den Winterasienspielen 2003 in Aomori. Dong belegte im Sprint und im Verfolgungsrennen die 16. Plätze und wurde Staffel-Vierte. Weitere internationale Einsätze folgten 2004 im Rahmen der Junioren-Wettbewerbe des Biathlon-Europacups in Gurnigel und Obertilliach. Es dauerte bis zur Winter-Universiade 2007, dass die Südkoreanerin in Cesana San Sicario erneut zu internationalen Einsätzen kam. Im Einzel belegte sie Platz 36, wurde 45. des Sprints und 40. der Verfolgung.